# Richard Wagamese
Richard Wagamese (Minaki, 14 de outubro de 1955 – Kamloops, 10 de março de 2017) foi um autor e jornalista ojíbua canadense do Wabaseemoong Independent Nations no noroeste de Ontário. Ele era mais conhecido por seu romance Indian Horse (2012), que ganhou o Prêmio Burt de Primeiras Nações, Métis e Literatura Inuit em 2013, e foi um título concorrente na edição de 2013 do Canada Reads.
Foi adaptado para o longa-metragem Indian Horse (2017), dirigido por Stephen Campanelli e lançado após a morte de Wagamese.

## Vida pessoal
No ensaio "The Path to Healing", Wagamese descreveu sua primeira casa como uma tenda pendurada em um galho de abeto. Sua família pescava, caçava e fazia armadilhas. Aos dois anos, ele e seus três irmãos foram abandonados por adultos em uma viagem de bebedeira em Kenora. As crianças deixaram o acampamento quando ficaram sem comida e lenha e se abrigaram em uma estação ferroviária, onde foram encontradas por um policial.
Wagamese mais tarde descreveu sua família dizendo "cada um dos adultos sofreu em uma instituição que tentou arrancar o indígena de suas entranhas e voltou para o mato em carne viva, dolorido e dolorido". Seus pais, Marjorie Wagamese e Stanley Raven, estiveram entre as muitas crianças nativas que, sob a lei canadense, foram removidas de suas famílias e forçadas a frequentar escolas residenciais administradas pelo governo, cujo objetivo principal era assimilá-los ao padrão da cultura europeia-canadense.
Depois de ser retirado de sua família pela Children's Aid Society, Wagamese foi criado em lares adotivos no noroeste de Ontário antes de ser adotado, aos nove anos, por uma família presbiteriana em St. Catharines. Eles se recusaram a permitir que ele mantivesse contato com sua herança e identidade das Primeiras Nações.
Sobre essa experiência, ele escreveu: "As feridas que sofri foram muito além das cicatrizes em minhas nádegas." Os espancamentos e abusos que sofreu em um orfanato e em seu lar adotivo o levaram a sair aos 16 anos, buscando se reconectar com a cultura indígena. Por um tempo viveu na rua, abusando de drogas e álcool, e foi preso várias vezes. Nessa época também passou a frequentar as bibliotecas públicas, primeiro para se abrigar e depois para ler.
Wagamese não se reuniu com sua família até os 23 anos. Depois que ele contou suas experiências para eles, um ancião deu a ele o nome de Mushkotay Beezheekee Anakwat – Buffalo Cloud – e disse a ele que seu papel era contar histórias.
Posteriormente, Wagamese viveu perto de Kamloops, Colúmbia Britânica. Em 2010, ele recebeu um doutorado de cidadão honorário da Universidade Thompson Rivers.
Ele se casou e se divorciou três vezes e teve dois filhos chamados Jason e Joshua, um dos quais estava separado. Em 10 de março de 2017, dois dias depois que Embers: One Ojibway's Meditations foi indicado ao BC Book Award, Wagamese morreu em sua casa de causas naturais. Ele estava noivo no momento de sua morte. A adaptação cinematográfica de seu romance mais conhecido, Indian Horse, foi lançada no final daquele ano.

## Carreira
Eu não falei minha primeira palavra Ojibwa ou pisei em meu território tradicional até que eu tinha vinte e seis anos. Eu não sabia que tinha uma família, uma história, uma cultura, uma fonte de espiritualidade, uma cosmologia ou um modo de vida tradicional. Não sabia que pertencia a algum lugar.

Richard Wagamese.
Em 1979, Wagamese começou seu primeiro trabalho como escritor, trabalhando na New Breed, uma publicação das Primeiras Nações. Com o incentivo de Lorna Crozier, entre outros, ele mais tarde trabalhou como jornalista para o Calgary Herald. Wagamese passou grande parte de seu tempo como jornalista entrevistando sobreviventes de escolas residenciais. Ele ganhou o National Newspaper Award por escrever em 1991. Seu jornalismo também ganhou o prêmio da Native American Press Association duas vezes e o prêmio da National Aboriginal Communications Society. Suas colunas de jornal podem ser encontradas em sua antologia The Terrible Summer. Wagamese parou de trabalhar em tempo integral no jornalismo em 1993, mas continuou a escrever como jornalista freelance para publicações como The Globe and Mail.
Seu romance de estreia, Keeper 'n Me, foi lançado em 1994. O livro foi co-vencedor com Beneath the Faceless Mountain, de Roberta Rees, do prêmio Georges Bugnet de romance na gala do Alberta Literary Awards do Writers 'Guild of Alberta de 1995.
Ele publicou outros cinco romances, um livro de poesia, dois livros infantis e cinco livros de não ficção, incluindo duas memórias. Ele também escreveu para a série de televisão North of 60. Ao longo de sua vida de escritor, Wagamese era conhecido por suas fascinantes leituras ao vivo, consistindo em passagens de suas obras, histórias tradicionais, anedotas e até comédia stand-up. Wagamese é conhecido como um dos autores indígenas mais prolíficos do Canadá.
Em 2012, recebeu o Prêmio Indspire como representante de mídia e comunicação. Em 2012, ele atuou como professor convidado Harvey Stevenson Southam em jornalismo na Universidade de Vitória. Em 2013, ele ganhou o Prêmio Molson do Conselho Canadense de Artes e o Prêmio Burt inaugural para Primeiras Nações, Métis e Literatura Inuit por seu romance Indian Horse. Outros prêmios incluíram o Prêmio Kouhi por contribuições excepcionais à literatura do noroeste de Ontário e o Prêmio Matt Cohen do Writers' Trust of Canada de 2015 por seu corpo de trabalho.
No mesmo ano, o Super Channel do Canadá anunciou que estava financiando uma adaptação cinematográfica de Indian Horse, a ser dirigida por Stephen Campanelli e escrita por Dennis Foon. Clint Eastwood é um dos produtores executivos que contribuíram para a realização do filme. Após o pedido de proteção ao credor do Super Channel, o filme Indian Horse estreou nos cinemas no Festival Internacional de Cinema de Toronto de 2017.
Seu último romance, Starlight, foi publicado postumamente em 2018. Uma coleção de histórias e escritos de não ficção, One Drum, foi publicada postumamente em 2019.
Em 2022, a Sea to Sky Entertainment e a Grinding Halt Films anunciaram que Foon, Campanelli e Jules Arita Koostachin estavam trabalhando em uma adaptação cinematográfica do romance Ragged Company de Wagamese de 2009.

## Obras publicadas
| Livro | Prêmios e homenagens |
| --- | --- |
| Keeper'n Me (em inglês). [S.l.]: Anchor Canada. 1994. ISBN 978-0-385-66283-3                                   | |
| The Terrible Summer. Warwick Publishing. 1996 ISBN 978-1895629637                                              | |
| A Quality of Light (em inglês). [S.l.]: Doubleday Canada. 1997. ISBN 978-0-385-25606-3                         | |
| For Joshua: An Ojibway Father Teaches His Son (em inglês). [S.l.]: Anchor Canada. 2003. ISBN 978-0-385-65953-6 | |
| Dream Wheels (em inglês). [S.l.]: Anchor Canada. 2007. ISBN 978-0-385-66200-0                                  | 2007 Associação Canadense de Autores MOSAID Technologies Inc. Prêmio de Ficção                                             |
| One Native Life (em inglês). [S.l.]: Douglas & McIntyre. 2008. ISBN 978-1-55365-364-6                          | Incluído na lista dos 100 melhores livros do ano de 2008 ' The Globe and Mail                                              |
| Ragged Company (em inglês). [S.l.]: Anchor Canada. 2009. ISBN 978-0-307-37263-5                                | |
| One Story, One Song (em inglês). [S.l.]: Douglas & McIntyre. 2011. ISBN 978-1-55365-506-0                      | 2011 Prêmio George Ryga de Consciência Social na Literatura                                                                |
| The Next Sure Thing (em inglês). [S.l.]: Raven Books. 2011. ISBN 9781554699001                                 | |
| Runaway Dreams (em inglês). [S.l.]: Ronsdale Press. 2011. ISBN 9781553801290                                   | |
| Indian Horse (em inglês). [S.l.]: Douglas & McIntyre. 2012. ISBN 978-1-55365-402-5                             | 2013 Prêmio Burt para First Nations, Métis e Literatura Inuit; Selecionado para o Prêmio Literário Internacional de Dublin |
| Him Standing (em inglês). [S.l.]: Orca Book Publishers LTD. 2013. ISBN 9781459801769                           | |
| Medicine Walk (em inglês). [S.l.]: McClelland & Stewart. 2014. ISBN 978-0-7710-8918-3                          | Grande Prêmio do Banff Mountain Book Festival 2015                                                                         |
| Embers: One Ojibway's Meditations (em inglês). [S.l.]: Douglas & McIntyre. 2016. ISBN 978-1-77162-133-5        | Prêmio Escolha dos Livreiros Bill Duthie 2017; finalista do BC Book Award                                                  |
| Starlight (em inglês). [S.l.]: McClelland & Stewart. 2018. ISBN 978-0771070846                                 | |
| One Drum (em inglês). [S.l.]: Douglas & McIntyre. 2019. ISBN 978-1771622295                                    | |